# Kampoa-Yargo
Kampoa-Yargo (également orthographié Kampoayargo ou Compo Yorgo) est une localité située dans le département de Dialgaye de la province du Kouritenga dans la région Centre-Est au Burkina Faso.

## Géographie
La commune est traversée par la route nationale 16.

## Santé et éducation
Le village possède une école primaire publique.